# Distrito de Leszno
El distrito de Leszno, también conocido como el powiat Leszczyński, es un powiat polaco situado al sudoeste del voivodato de Gran Polonia que fue creado en 1999 con motivo de la reforma administrativa. Su sede se encuentra en la ciudad de Leszno aunque esta ciudad no forma parte del distrito al tener su estatuto autónomo. Las únicas ciudades que incluye son Rydzyna y Osieczna  Ocupa un territorio de unos 804.65 km², con 50.024 habitantes según el censo de 2006, correspondiendo 45.467 de ellos a población rural. Limita al norte con el distrito de Kościan, al este con el distrito de Gostyń, al sudeste con el distrito de Rawicz, al sur con el distrito de Góra, al oeste con el distrito de Wschowa y al noroeste con el distrito de Wolsztyn.
Su estructura administrativa es:
| Gmina                 | Tipo         | Superficie (km²) | Población (2006) | Núcleo principal |
| Gmina de Włoszakowice | rural        | 127.2            | 8,627            | Włoszakowice     |
| Gmina de Osieczna     | urbana-rural | 128.7            | 8,576            | Osieczna         |
| Gmina de Krzemieniewo | rural        | 113.4            | 8,474            | Krzemieniewo     |
| Gmina de Rydzyna      | urbana-rural | 135.6            | 8,076            | Rydzyna          |
| Gmina de Święciechowa | rural        | 135.0            | 7,088            | Święciechowa     |
| Gmina de Lipno        | rural        | 103.4            | 5,720            | Lipno            |
| Gmina de Wijewo       | rural        | 61.4             | 3,463            | Wijewo           |